# وانیا بلومبری
وانیا بلومبری (انگلیسی: Vanja Blomberg؛ زادهٔ ۲۸ ژانویهٔ ۱۹۲۹) ژیمناست هنری اهل سوئد بود.